# Українсько-чадські відносини
Українсько-чадські відносини — відносини між Україною та Республікою Чад.
Чад визнав незалежність України 10 січня 1993, того ж року країни встановили дипломатичні відносини.
Інтереси громадян України в Чаді захищає Посольство України в Лівії. Також у Нджамені діє Почесне консульство України в Чаді.